# NGC 4013
إن جي سي 4013 مجرة حلزونية ضلعية تقع في اتجاه كوكبة الدب الأكبر على بعد حوالي 55 مليون سنة ضوئية اكتشفت في 6 فبراير 1788 من قبل عالم الفلك الألماني البريطاني وليام هيرشيل.
قرص المجرة متميز ويظهر على شكل انتفاخ طويل في الصور الفوتوغرافية.

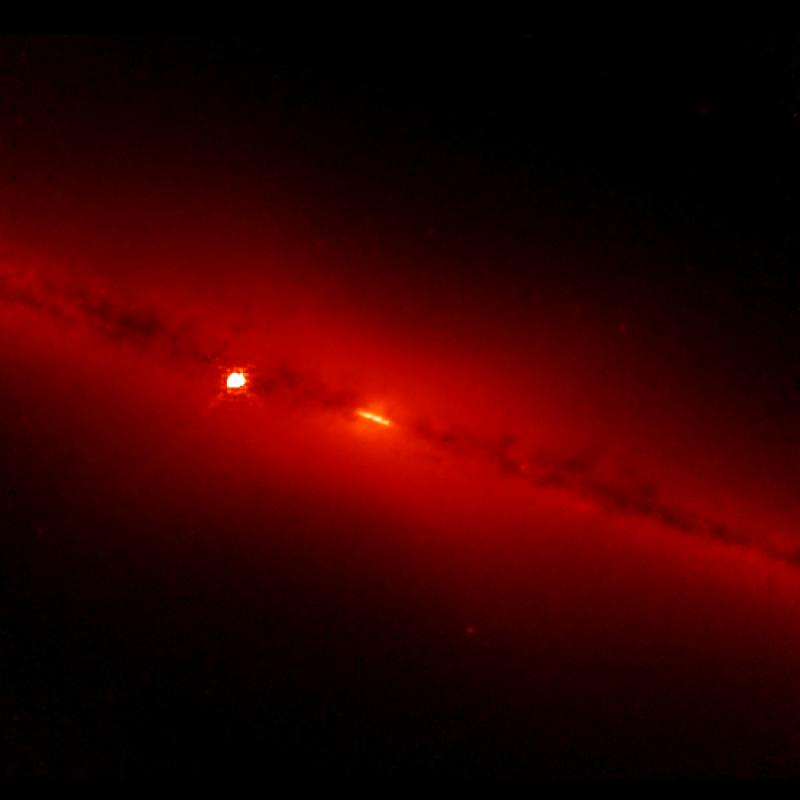
حلقة من النجوم الحديثة في NGC 4013.

صور عمق لوني لمجرة إن جي سي 4013 بواسطة مرصد هابل كشفت عن حلقات تيار المد والجزر بين النجوم تمتد على طول 80 ألف سنة ضوئية من مركز المجرة. ويعتقد أن هذا الهيكل قد يكون بقايا مجرة أصغر التي كانت تمزقت بفعل قوى المد والجزر أو أنها اصطدمت مع إن جي سي 4013 .

## مستعر أعظم
اكتشف مستعر أعظم SN 1989Z في مجرة إن جي سي 4013 يوم 30 ديسمبر 1989 وكان مقدار القدر الظاهري لة 12.